# Ad Dilinjāt
Ad Dilinjāt är en ort i Egypten.   Den ligger i guvernementet Beheira, i den norra delen av landet, 110 km nordväst om huvudstaden Kairo. Ad Dilinjāt ligger 5 meter över havet och antalet invånare är 40 386.
Terrängen runt Ad Dilinjāt är mycket platt. Runt Ad Dilinjāt är det tätbefolkat, med 459 invånare per kvadratkilometer. Ad Dilinjāt är det största samhället i trakten. Trakten runt Ad Dilinjāt består till största delen av jordbruksmark.